# Saint-Léger (Île-de-France)
Saint-Léger è un comune francese di 205 abitanti situato nel dipartimento di Senna e Marna nella regione dell'Île-de-France.

## Società

### Evoluzione demografica
Abitanti censiti